# TXS0506+056
TXS 0506+056 est un blazar de très haute énergie de type BL Lac. Avec un redshift de 0,3365 ± 0,0010, il se situe à environ 1,75 gigaparsecs (5,7 milliards d'années lumière) de la Terre. Son emplacement approximatif dans le ciel est au large de l'épaule gauche de la constellation d'Orion. Découvert comme source radio en 1983, le blazar a depuis été observé sur l'ensemble du spectre électromagnétique.
Il est la première source connue de neutrinos astrophysique à haute énergie, identifiée à la suite de l'événement de neutrinos IceCube-170922A dans un exemple récent d'astronomie multimessager. Les seules sources astronomiques précédemment observées par les détecteurs de neutrinos étaient le Soleil et la supernova 1987A, qui avaient été détectés des décennies plus tôt à des énergies de neutrinos beaucoup plus faibles.

## Histoire observationnelle
L'objet a été détecté par de nombreuses observations astronomiques, par conséquent il a de nombreuses appellations valides. Le plus couramment utilisé, TXS 0506+056 provient de son inclusion dans le Texas Survey of radio sources (abréviations standard TXS) et de ses coordonnées équatoriales approximatives dans l'équinoxe B1950 utilisé par cette observation.
TXS 0506+056 a été découvert pour la première fois comme source radio en 1983. Il a été identifié comme une galaxie active dans les années 1990 et un blazar possible au début des années 2000. En 2009, il était considéré comme un blazar confirmé et catalogué comme un objet BL Lac. Les rayons gamma de TXS 0506+056 ont été détectés par les missions EGRET et le télescope spatial Fermi.
Des observations radio utilisant une interférométrie très longue base ont montré un mouvement supraluminique apparent dans le jet du blazar. TXS 0506 + 056 est l'un des blazars régulièrement surveillés par le télescope OVRO de 40 mètres et a donc une courbe de lumière radio presque continûment mesurée depuis 2008. 
Le flux de rayons gamma émis par TXS 0506+056 est très variable, d'au moins un facteur mille, mais il se situe en moyenne dans les 4 % des sources de rayons gamma les plus lumineux du ciel. Il est également très brillant dans les ondes radio, dans le top 1 % des sources. Compte tenu de sa distance, cela fait de TXS 0506+056 l'un des objets BL Lac les plus intrinsèquement puissants, notamment dans les rayons gamma de haute énergie.
En 2024, il apparait comme qualifié de BL Lac masqué par opposition aux vrais objets BL Lac, une distinction due à la présence de photons issus de l'émission de raies larges dans les BL Lac masqués.

## Émission de neutrinos
Le 22 septembre 2017, le télescope à neutrinos IceCube a détecté un neutrino muonique de haute énergie, appelé IceCube-170922A. Le neutrino avait une énergie d'environ 290 téra-électron-volt (TeV); à titre de comparaison, le grand collisionneur de hadrons peut générer une énergie maximale à 13 TeV. Moins d'une minutes après la détection du neutrino, IceCube a envoyé une alerte automatique aux astronomes du monde entier, avec les coordonnées du neutrino pour rechercher une source possible.
Une recherche de cette région du ciel, de 1,33 degré de diamètre, n'a donné qu'une seule source probable: TXS 0506+056, un blazar précédemment connu, qui s'est révélé être dans une phase active avec de fortes émissions de rayons gamma. Il a par la suite été observé à d'autres longueurs d'onde de la lumière à travers le spectre électromagnétique, notamment les ondes radio, les infrarouges, l'optique, les rayons X et les rayons gamma. La détection à la fois des neutrinos et de la lumière provenant du même objet était l'un des premiers exemples d'astronomie multi-messagers.
Une recherche de données archivées sur les neutrinos d'IceCube a mis en évidence un excès antérieur de neutrinos de basse énergie en 2014-2015, qui permet d'identifier le blazar en tant que source de neutrinos. Une analyse indépendante n'a révélé aucun excès de rayons gamma au cours de la période précédente d'émission de neutrinos, mais a confirmé son association avec le blazar. Les neutrinos émis par TXS 0506+056 sont six ordres de grandeur plus élevés en énergie que ceux provenant de toute sources de neutrinos astrophysique précédemment identifiée.
Les observations de neutrinos de haute énergie et de rayons gamma impliquent que cette source est une source de rayons cosmiques, car ces trois processus devraient être produits par les mêmes processus physiques même si aucun rayon cosmique de TXS 0506+056 n'a été observé directement. Dans le blazar, un pion chargé a été produit par l'interaction d'un proton ou d'un noyau de haute énergie (un rayon cosmique) avec le champ de rayonnement ou avec la matière. Le pion s'est ensuite décomposé en lepton et en neutrino. Une fois arrivé sur Terre, le neutrino a interagi avec la glace antarctique pour produire un muon, qui a été observé par le rayonnement Cherenkov qu'il a généré lorsqu'il a traversé le détecteur IceCube.